# Algèbre chirale
En mathématiques, une algèbre chirale est une structure algébrique introduite par Alexander Beilinson et Vladimir Drinfeld, lauréats du Prix Wolf de mathématiques en 2018, comme une version rigoureuse d'un concept plutôt vague d'algèbre chirale en physique.